# Barbosa
Barbosa este un oraș în São Paulo (SP), Brazilia.